# Chiesa di San Giuseppe (Bibbona)
La chiesa di San Giuseppe è un edificio sacro che si trova a Bibbona.

## Storia e descrizione
Venne fondata nel 1589 per sopperire alla mancanza di un luogo di culto dopo la distruzione della Badia de' Masi che sorgeva in prossimità del litorale.
L'edificio ad aula rettangolare ha uno sviluppo longitudinale. Sulla facciata del tipo a capanna si apre il portale d'ingresso sormontato da uno stemma dell'ordine vallombrosano che testimonia l'antica presenza dei monaci. Il soffitto è a capriate lignee. Gli elementi di arredo sono addossati lungo le pareti e nella zona absidale dove è collocata una tela raffigurante la Madonna con Bambino e santi, che si conforma per la tipologia compositiva e per il carattere devozionale allo stile della pittura religiosa seicentesca.